# Kap Barne
Das Kap Barne ist ein steiles, kliffartiges Kap, das sich 120 m hoch zwischen Kap Royds und Kap Evans auf der Westseite der antarktischen Ross-Insel erhebt. 
Entdeckt wurde es von Teilnehmern der Discovery-Expedition (1901–1904) unter der Leitung des britischen Polarforschers Robert Falcon Scott. Benannt ist es nach Michael Barne (1877–1961), einem Expeditionsmitglied, das auch Namensgeber für den Barne-Gletscher ist.